# Großer Preis von Australien 2002
Der Große Preis von Australien 2002 (offiziell 2002 Foster's Australian Grand Prix) fand am 3. März auf dem Albert Park Circuit in Melbourne statt und war das erste Rennen der Formel-1-Weltmeisterschaft 2002.

## Berichte

### Hintergrund
Felipe Massa, Allan McNish, Takuma Satō und Mark Webber gaben ihr Formel-1-Debüt. Mika Salo kehrte nach einer einjährigen Pause für das neue Team Toyota in die Formel 1 zurück.
Das Benetton-Team wurde von Renault übernommen, die erstmals seit 1985 als Werksteam in der Formel 1 antraten.
Als amtierender Weltmeister ging Michael Schumacher in die Saison.
Mit Michael Schumacher (zweimal), David Coulthard und Eddie Irvine (jeweils einmal) traten drei ehemalige Sieger zu diesem Grand Prix an.

### Training
Vor dem Rennen am Sonntag fanden vier Trainingssitzungen statt, jeweils zwei am Freitag und Samstag. Die Sitzungen am Freitagmorgen und -nachmittag dauerten jeweils eine Stunde; die dritte und vierte Sitzung am Samstagmorgen dauerte jeweils 45 Minuten.
Am Freitag erzielte Michael Schumacher die schnellste Rundenzeit vor seinem Ferrari-Teamkollegen Rubens Barrichello und seinem Bruder Ralf Schumacher. In den Samstagstrainings belegte Michael Schumacher erneut die Führungsposition vor Barrichello. Dritter wurde Juan Pablo Montoya.

### Qualifying
Das Qualifying am Samstagnachmittag dauerte eine Stunde. Jeder Fahrer war auf zwölf Runden begrenzt, wobei die Startreihenfolge durch die schnellsten Runden der Fahrer bestimmt wurde. Während dieser Sitzung war die 107-Prozent-Regel in Kraft, die erforderte, dass jeder Fahrer eine Zeit innerhalb von 107 % der schnellsten Runde aufstellte, um sich für das Rennen zu qualifizieren.
Das Qualifying begann unter trockenen Bedingungen. Zunächst wurde das Qualifying abgebrochen um den Rennwagen von Debütant Satō, der liegengeblieben war, zu bergen. Anschließend begann es zu regnen, sodass die meisten Piloten nur eine schnellste Runde erzielten. Barrichello erzielte die Pole-Position vor Michael Schumacher und dessen Bruder Ralf. Dabei war der Brasilianer nur 5-tausendstel Sekunden schneller als sein Teamkollege. Satō, der nur eine Zeit im nassen Vorweisen konnte, wurde, obwohl er an der 107-Prozent-Regel gescheitert war, zum Rennen zugelassen.

### Warm Up
Das Warm Up am Sonntagmorgen fand unter nassen Bedingungen statt. Die schnellste Runde erzielte Michael Schumacher vor seinem Teamkollegen Barrichello. Coulthard belegte den dritten Platz.

### Rennen
Der zweitplatzierte Michael Schumacher hatte im Vergleich zu seinem Bruder und Barrichello keinen guten Start und daher kam es vor der ersten Kurve zu einem Duell zwischen Ralf Schumacher und dem führenden Barrichello. Ralf Schumacher fuhr dicht auf Barrichello auf und kollidierte schließlich mit dem Ferrari-Piloten. Dabei hob er ab und flog über Barrichello in die Auslaufzone. Neben den beiden Piloten schieden Giancarlo Fisichella, Massa, Nick Heidfeld, Jenson Button, Olivier Panis und McNish in der ersten Kurve aus. Kimi Räikkönen war zwar auch in den Startunfall involviert, er konnte jedoch weiterfahren. Sein Teamkollege Coulthard übernahm schließlich die Führung vor Jarno Trulli. Michael Schumacher lag hinter Montoya auf dem vierten Platz.
Das Rennen wurde nicht unterbrochen, allerdings kam das Safety-Car auf die Strecke. Nach dem Restart des Rennens schied Trulli in der achten Runde aus. Im weiteren Verlauf kam es zu einigen Führungswechseln: Michael Schumacher übernahm die Führung in der elften Runde und gab sie eine Runde später an Montoya ab. In der 17. Runde ging Schumacher erneut in Führung und behielt diese bis zum Ende des Rennens.
Einen weiteren Ausfall zu beklagen hatte das Jordan-Team, dessen Pilot Satō einen Elektrikschaden erlitten hatte. Außerdem fiel Jacques Villeneuve mit einem Unfall nach einem Heckflügelbruch und Coulthard mit einem Getriebeschaden aus. Die Arrows-Piloten, die aus der Boxengasse gestartet waren, wurden beide in der Anfangsphase des Grand Prix disqualifiziert. Enrique Bernoldi, weil er zu spät das Auto gewechselt hatte, und Heinz-Harald Frentzen, weil er bei rot aus der Boxengasse gefahren war.
Schlussendlich erreichten acht Piloten, von denen die ersten drei in der Führungsrunde waren, das Ziel. Michael Schumacher gewann das Rennen vor Montoya und Räikkönen. Jaguar-Pilot Irvine wurde Vierter. In den letzten Runden kam es zu einem Duell um Platz fünf zwischen Webber und Salo. Webber gelang es die Position zu verteidigen und er holte beim ersten Rennen, das zugleich sein Heim-Grand-Prix war, für Minardi startend die ersten Punkte in der Formel 1. Salo im TF102 hingegen erzielte als Sechster den ersten Punkt für Toyota.
In der Fahrerwertung entsprach das Rennergebnis dem dortigen Stand. In der Konstrukteurswertung führte Ferrari vor Williams-BMW und McLaren-Mercedes.

## Meldeliste
| Team                       | Nr. | Fahrer                | Chassis        | Motor                 | Reifen |
| -------------------------- | --- | --------------------- | -------------- | --------------------- | ------ |
| Scuderia Ferrari Marlboro  | 01  | Michael Schumacher    | Ferrari F2001  | Ferrari 3.0 V10       | B      |
| Scuderia Ferrari Marlboro  | 02  | Rubens Barrichello    | Ferrari F2001  | Ferrari 3.0 V10       | B      |
| West McLaren Mercedes      | 03  | David Coulthard       | McLaren MP4-17 | Mercedes-Benz 3.0 V10 | M      |
| West McLaren Mercedes      | 04  | Kimi Räikkönen        | McLaren MP4-17 | Mercedes-Benz 3.0 V10 | M      |
| BMW.WilliamsF1 Team        | 05  | Ralf Schumacher       | Williams FW24  | BMW 3.0 V10           | M      |
| BMW.WilliamsF1 Team        | 06  | Juan Pablo Montoya    | Williams FW24  | BMW 3.0 V10           | M      |
| Sauber Petronas            | 07  | Nick Heidfeld         | Sauber C21     | Petronas 3.0 V10      | B      |
| Sauber Petronas            | 08  | Felipe Massa          | Sauber C21     | Petronas 3.0 V10      | B      |
| DHL Jordan Honda           | 09  | Giancarlo Fisichella  | Jordan EJ12    | Honda 3.0 V10         | B      |
| DHL Jordan Honda           | 10  | Takuma Satō           | Jordan EJ12    | Honda 3.0 V10         | B      |
| Lucky Strike BAR Honda     | 11  | Jacques Villeneuve    | BAR 004        | Honda 3.0 V10         | B      |
| Lucky Strike BAR Honda     | 12  | Olivier Panis         | BAR 004        | Honda 3.0 V10         | B      |
| Mild Seven Renault F1 Team | 14  | Jarno Trulli          | Renault R202   | Renault 3.0 V10       | M      |
| Mild Seven Renault F1 Team | 15  | Jenson Button         | Renault R202   | Renault 3.0 V10       | M      |
| Jaguar Racing              | 16  | Eddie Irvine          | Jaguar R3      | Ford Cosworth 3.0 V10 | M      |
| Jaguar Racing              | 17  | Pedro de la Rosa      | Jaguar R3      | Ford Cosworth 3.0 V10 | M      |
| Orange Arrows Cosworth     | 20  | Heinz-Harald Frentzen | Arrows A23     | Ford Cosworth 3.0 V10 | B      |
| Orange Arrows Cosworth     | 21  | Enrique Bernoldi      | Arrows A23     | Ford Cosworth 3.0 V10 | B      |
| KL Minardi Asiatech        | 22  | Alex Yoong            | Minardi PS02   | Asiatech 3.0 V10      | M      |
| KL Minardi Asiatech        | 23  | Mark Webber           | Minardi PS02   | Asiatech 3.0 V10      | M      |
| Panasonic Toyota Racing    | 24  | Mika Salo             | Toyota TF102   | Toyota 3.0 V10        | M      |
| Panasonic Toyota Racing    | 25  | Allan McNish          | Toyota TF102   | Toyota 3.0 V10        | M      |

## Klassifikationen

### Qualifying
| Pos.                                                                   | Fahrer                | Konstrukteur     | Zeit     | Start |
| ---------------------------------------------------------------------- | --------------------- | ---------------- | -------- | ----- |
| 01                                                                     | Rubens Barrichello    | Ferrari          | 1:25,843 | 01    |
| 02                                                                     | Michael Schumacher    | Ferrari          | 1:25,848 | 02    |
| 03                                                                     | Ralf Schumacher       | Williams-BMW     | 1:26,279 | 03    |
| 04                                                                     | David Coulthard       | McLaren-Mercedes | 1:26,446 | 04    |
| 05                                                                     | Kimi Räikkönen        | McLaren-Mercedes | 1:27,161 | 05    |
| 06                                                                     | Juan Pablo Montoya    | Williams-BMW     | 1:27,249 | 06    |
| 07                                                                     | Jarno Trulli          | Renault          | 1:27,710 | 07    |
| 08                                                                     | Giancarlo Fisichella  | Jordan-Honda     | 1:27,869 | 08    |
| 09                                                                     | Felipe Massa          | Sauber-Petronas  | 1:27,972 | 09    |
| 10                                                                     | Nick Heidfeld         | Sauber-Petronas  | 1:28,232 | 10    |
| 11                                                                     | Jenson Button         | Renault          | 1:28,361 | 11    |
| 12                                                                     | Olivier Panis         | BAR-Honda        | 1:28,381 | 12    |
| 13                                                                     | Jacques Villeneuve    | BAR-Honda        | 1:28,657 | 13    |
| 14                                                                     | Mika Salo             | Toyota           | 1:29,205 | 14    |
| 15                                                                     | Heinz-Harald Frentzen | Arrows-Cosworth  | 1:29,474 | 15    |
| 16                                                                     | Allan McNish          | Toyota           | 1:29,636 | 16    |
| 17                                                                     | Enrique Bernoldi      | Arrows-Cosworth  | 1:29,738 | 17    |
| 18                                                                     | Mark Webber           | Minardi-Asiatech | 1:30,086 | 18    |
| 19                                                                     | Eddie Irvine          | Jaguar-Cosworth  | 1:30,113 | 19    |
| 20                                                                     | Pedro de la Rosa      | Jaguar-Cosworth  | 1:30,192 | 20    |
| 21                                                                     | Alex Yoong            | Minardi-Asiatech | 1:31,504 | 21    |
| 107-Prozent-Zeit: 1:31,852 min (bezogen auf Bestzeit von 1:25,843 min) |                       |                  |          |       |
| DNQ                                                                    | Takuma Satō           | Jordan-Honda     | 1:53,351 | 22    |

Anmerkungen
1. ↑  Satō scheiterte an der 107-Prozent-Regel, da er keine Rundenzeit im Trockenen vorweisen konnte. Er wurde dennoch zum Rennen zugelassen.

### Rennen
| Pos. | Fahrer                | Konstrukteur     | Runden | Stopps | Zeit        | Start | Schnellste Runde |
| ---- | --------------------- | ---------------- | ------ | ------ | ----------- | ----- | ---------------- |
| 01   | Michael Schumacher    | Ferrari          | 58     | 1      | 1:35:36,795 | 02    | 1:28,628 (32.)   |
| 02   | Juan Pablo Montoya    | Williams-BMW     | 58     | 1      | + 18,624    | 06    | 1:29,143 (35.)   |
| 03   | Kimi Räikkönen        | McLaren-Mercedes | 58     | 2      | + 25,066    | 05    | 1:28,541 (37.)   |
| 04   | Eddie Irvine          | Jaguar-Cosworth  | 57     | 1      | + 1 Runde   | 19    | 1:32,548 (36.)   |
| 05   | Mark Webber           | Minardi-Asiatech | 56     | 1      | + 2 Runden  | 18    | 1:33,296 (52.)   |
| 06   | Mika Salo             | Toyota           | 56     | 2      | + 2 Runden  | 14    | 1:32,225 (53.)   |
| 07   | Alex Yoong            | Minardi-Asiatech | 55     | 1      | + 3 Runden  | 21    | 1:34,653 (36.)   |
| 08   | Pedro de la Rosa      | Jaguar-Cosworth  | 53     | 2      | + 5 Runden  | 20    | 1:31,539 (51.)   |
| –    | David Coulthard       | McLaren-Mercedes | 33     | 0      | DNF         | 04    | 1:31,186 (21.)   |
| –    | Jacques Villeneuve    | BAR-Honda        | 27     | 2      | DNF         | 13    | 1:33,540 (25.)   |
| –    | Takuma Satō           | Jordan-Honda     | 12     | 1      | DNF         | 22    | 1:35,197 (08.)   |
| –    | Jarno Trulli          | Renault          | 8      | 0      | DNF         | 07    | 1:34,233 (07.)   |
| –    | Rubens Barrichello    | Ferrari          | 0      | 0      | DNF         | 01    | –                |
| –    | Ralf Schumacher       | Williams-BMW     | 0      | 0      | DNF         | 03    | –                |
| –    | Giancarlo Fisichella  | Jordan-Honda     | 0      | 0      | DNF         | 08    | –                |
| –    | Felipe Massa          | Sauber-Petronas  | 0      | 0      | DNF         | 09    | –                |
| –    | Nick Heidfeld         | Sauber-Petronas  | 0      | 0      | DNF         | 10    | –                |
| –    | Jenson Button         | Renault          | 0      | 0      | DNF         | 11    | –                |
| –    | Olivier Panis         | BAR-Honda        | 0      | 0      | DNF         | 12    | –                |
| –    | Allan McNish          | Toyota           | 0      | 0      | DNF         | 16    | –                |
| DSQ  | Heinz-Harald Frentzen | Arrows-Cosworth  | 16     | 1      | –           | 15    | 1:33,534 (16.)   |
| DSQ  | Enrique Bernoldi      | Arrows-Cosworth  | 15     | 1      | –           | 17    | 1:35,052 (08.)   |

Anmerkungen
1. ↑  Frentzen wurde disqualifiziert, weil er bei rot aus der Boxengasse gefahren war.
2. ↑  Bernoldi wurde disqualifiziert, weil er nach Rennstart unerlaubterweise in den Ersatzwagen gewechselt war.

## WM-Stände nach dem Rennen
Die ersten sechs des Rennens bekamen 10, 6, 4, 3, 2 bzw. 1 Punkt(e).

### Fahrerwertung
| Pos. | Fahrer             | Konstrukteur     | Punkte |
| ---- | ------------------ | ---------------- | ------ |
| 01   | Michael Schumacher | Ferrari          | 10     |
| 02   | Juan Pablo Montoya | Williams-BMW     | 6      |
| 03   | Kimi Räikkönen     | McLaren-Mercedes | 4      |
| 04   | Eddie Irvine       | Jaguar-Cosworth  | 3      |
| 05   | Mark Webber        | Minardi-Asiatech | 2      |
| 06   | Mika Salo          | Toyota           | 1      |
| 07   | Alex Yoong         | Minardi-Asiatech | 0      |
| 08   | Pedro de la Rosa   | Jaguar-Cosworth  | 0      |
| –    | David Coulthard    | McLaren-Mercedes | 0      |
| –    | Jacques Villeneuve | BAR-Honda        | 0      |
| –    | Takuma Satō        | Jordan-Honda     | 0      |

| Pos. | Fahrer                | Konstrukteur    | Punkte |
| ---- | --------------------- | --------------- | ------ |
| –    | Jarno Trulli          | Renault         | 0      |
| –    | Rubens Barrichello    | Ferrari         | 0      |
| –    | Ralf Schumacher       | Williams-BMW    | 0      |
| –    | Giancarlo Fisichella  | Jordan-Honda    | 0      |
| –    | Felipe Massa          | Sauber-Petronas | 0      |
| –    | Nick Heidfeld         | Sauber-Petronas | 0      |
| –    | Jenson Button         | Renault         | 0      |
| –    | Olivier Panis         | BAR-Honda       | 0      |
| –    | Allan McNish          | Toyota          | 0      |
| –    | Heinz-Harald Frentzen | Arrows-Cosworth | 0      |
| –    | Enrique Bernoldi      | Arrows-Cosworth | 0      |

### Konstrukteurswertung
| Pos. | Konstrukteur     | Punkte |
| ---- | ---------------- | ------ |
| 01   | Ferrari          | 10     |
| 02   | Williams-BMW     | 6      |
| 03   | McLaren-Mercedes | 4      |
| 04   | Jaguar-Cosworth  | 3      |
| 05   | Minardi-Asiatech | 2      |
| 06   | Toyota           | 1      |

| Pos. | Konstrukteur    | Punkte |
| ---- | --------------- | ------ |
| –    | BAR-Honda       | 0      |
| –    | Jordan-Honda    | 0      |
| –    | Renault         | 0      |
| –    | Sauber-Petronas | 0      |
| –    | Arrows-Cosworth | 0      |